# 도라미&도라에몽즈 로봇 학교 일곱가지 불가사의!?
로봇 학교의 일곱가지 수수께끼(ドラミ&ドラえもんズ ロボット学校七不思議!?)는도라에몽의 영화 중 하나로 도라에몽 노비타와 은하초특급의 동시 상영작이다. 좋은.

## 줄거리
도라미는 졸업을 앞두고 있었다. 그러나 미스터리하고 이상한 바람에 많은 로봇 학생들이 빨려들어간다. 도라에몽과 교장 선생님도 빨려가버리고 도라미는 무사히 탈출한다. 그 때 도라미는 도라에몽의 주머니에서 나온 "친구 텔레카드"를 발견한다. 이것은 전설의 우정의 상징이기도 하며 동시에 사건을 해결하는 열쇠이다. 이것을 들자 빛이 나며 전세계로 멀리 퍼져 도라에몽의 매우 친한 친구들인 도라에몽즈를 부르는데...

## 같이 보기
- 도라에몽 관련 매체 목록
- 도라에몽